# Dingolfing
Dingolfing (en alemán: Dingolfing, en bávaro: Dinglfing) es la sede central del distrito Dingolfing-Landau, situado en la Baja Baviera, en el estado federado de Baviera, Alemania.

## Ubicación
La ciudad está situada a unos 100 kilómetros al noreste de Múnich, en el valle del Isar.

## Economía
La principal fuente de riqueza de la ciudad y de toda la región son las plantas de producción de BMW, que dan trabajo a aprox. 19.400 personas (julio de 2008), y que producen 270.000 vehículos de las series 5, 6 y 7.